# Annabelle Wallis
Annabelle Wallis (* 5. září 1984) je britská herečka. Nejvíce ji proslavily seriály Tudorovci, kde si zahrála Janu Seymourovou a Gangy z Birminghamu, kde ztvárnila roli Grace Burgessové. Hlavní roli získala v hororu Annabelle. Ve filmu Mumie se objevila po boku Toma Cruise.

## Osobní život
Annabelle Frances Wallis se narodila 5. září 1984 v anglickém Oxfordu. Je irského původu. Jejím prastrýcem z matčiny strany byl irský herec Richard Harris. Má staršího bratra Francise, který je režisérem. Vyrostla v Portugalsku. V mládí navštěvovala mezinárodní školy, hovoří tak plynně anglicky, portugalsky, francouzsky a španělsky.
Je filantropkou a feministkou.
Mezi lety 2015 a 2017 chodila s britským zpěvákem Chrisem Martinem. Od roku 2018 tvořila pár s americkým hercem Chrisem Pinem.
Od roku 2022 tvoří pár s rumunským hercem Sebastianem Stanem.

## Kariéra

### 2005 – 2012
Než se odstěhovala do Londýna, objevila se v několika krátkých portugalských filmech. V Londýně se byla obsazena do několika reklam, poté se rozhodla najít agenta.
Objevila se v malých rolích ve filmech Labyrint lží, X-Men: První třída a Sněhurka a lovec.
Jejím televizním průlomem byla role Jany Seymourové ve třetí sérii populární drama série Tudorovci. V roli nahradila herečku Anitu Briem.

### 2013 – 2017
Velmi ji proslavila role Grace v dramatickém seriálu televize BBC Gangy z Birminghamu, kde se jako hlavní postava objevovala od roku 2013 do roku 2017.
Roku 2013 byla také obsazena do role Mii Form v hororovém snímku Annabelle, za výkon v tomto filmu byla nominována na cenu MTV Movie & TV Awards  K roli Mii Form se vrátila v pokračování snímku, Annabelle: Zrození zla.
Zahrála si v několika dalších snímcích, včetně filmu Mumie, předělávce původní filmové franšízy Mumie. Všechny kaskadérské kousky natáčela bez dabléra. Celkově byl film propadákem. Obdržel celkem osm nominací na antiocenění Zlatá malina.

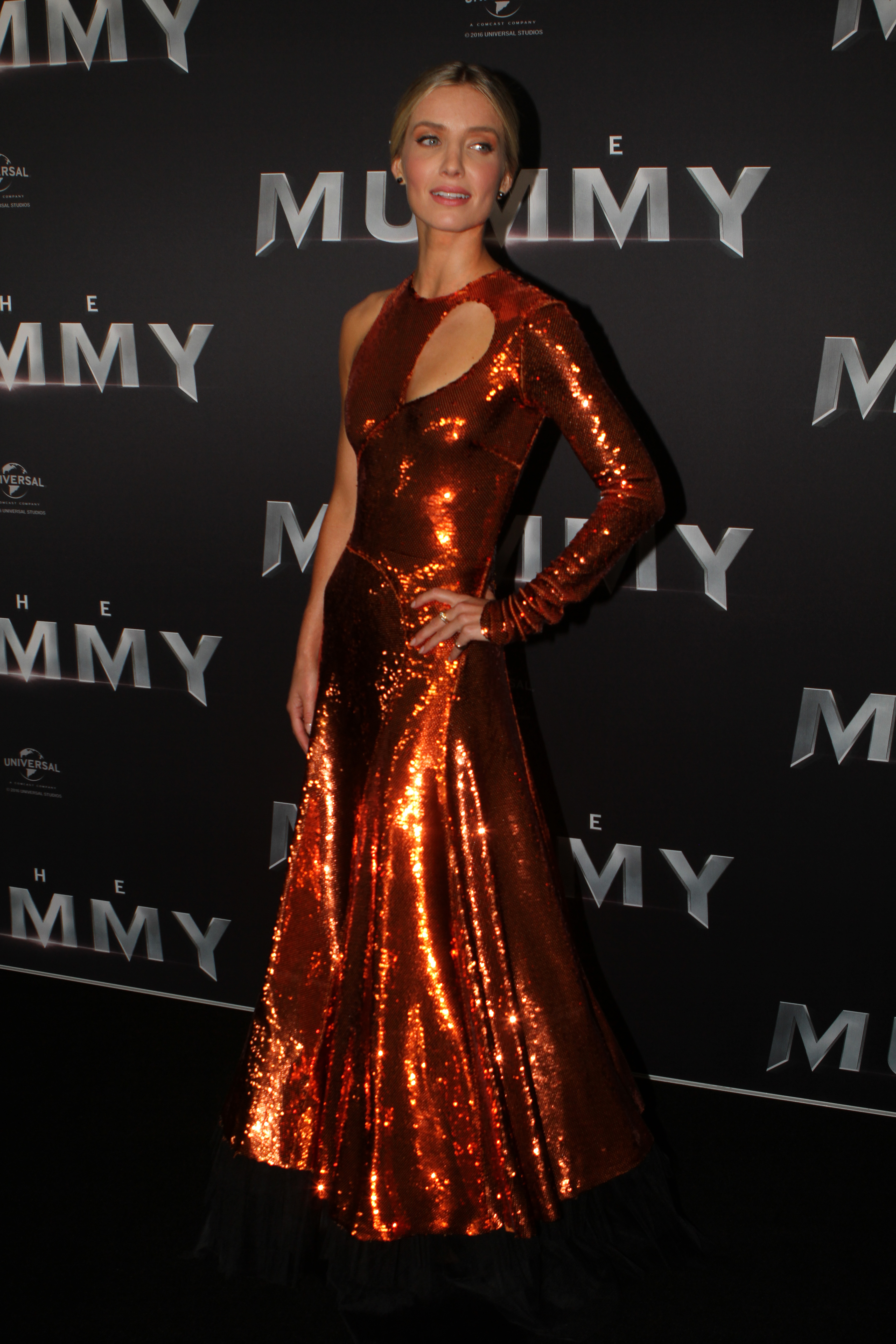
Annabelle Wallis, premiéra filmu Mumie v Sydney

Roku 2017 byla obsazena do filmu Král Artuš: Legenda o meči režiséra Guye Ritchieho.

### 2018 – dosud
Od dubna 2018 je ambasadorkou firmy Cartier a tváří hodinek Panthère de Cartier.
Roku 2018 obdržela hlavní roli v komedii Máš ji!. Svůj hlas propůjčila umělé inteligenci v seriálu Star Trek: Short Treks. 2019 se objevila v oceňované minisérii Nejsilnější hlas, její výkon byl velmi dobře hodnocen. Později v tomto roce si zopakovala roli Grace Burgessové v páté sérii seriálu Gangy z Birminghamu.
Mezi její připravované snímky patří například filmy Silent Night, Malignant a The Silence of Mercy.